# Kʼinich Kan Bahlam III
Kʼinich Kan Bahlam III (?—764) là một Ajaw của thành phố Palenque thuộc nền văn mnh Maya. Ông tại vị từ khoảng năm 751 cho đến năm 764. Ông không hề được đề cập ở bất kỳ đài kỷ niệm nào ở Palenque mà chỉ được nói tới trong một trong dòng chữ ở Pomona (ở Tabasco).